# Mojinos Escozíos
Mojinos Escozíos – hiszpański zespół rockowy, który wyróżnia się nietypowymi tekstami piosenek, które mogą być uznawane jako humorystyczne i nieistotne. Zespół został utworzony w 1994 roku w Barcelonie.
W zespole występują: 
- Miguel Ángel Rodríguez „El Sevilla” – śpiew
- Juan Carlos Barja „Zippy” – gitara basowa
- Vidal Barja „El Puto” – perkusja
- Vidal Barja Jr. „Vidalito” – gitara
- Juan Ramón Artero „Chicho” – gitara

## Dyskografia
- Los novios que las madres nunca quisieron para sus hijas y el novio que las hijas nunca quisieron para sus madres (2008)
- Pa pito el mío (2007)
- Diez años escozíos (2006)
- Con cuernos y a lo loco (2005)
- Semos unos Mostruos (2004)
- Ópera Rock Triunfo (2003)
- Más de 8 millones de discos vendidos (2002)
- Las margaritas son flores del campo (2001)
- En un cortijo grande el que es tonto se muere de hambre (2000)
- Demasiao perro pa trabajá – demasiao carvo pal rocanró (1998)
- Mojinos Escozíos (1996)